# 传信部宫

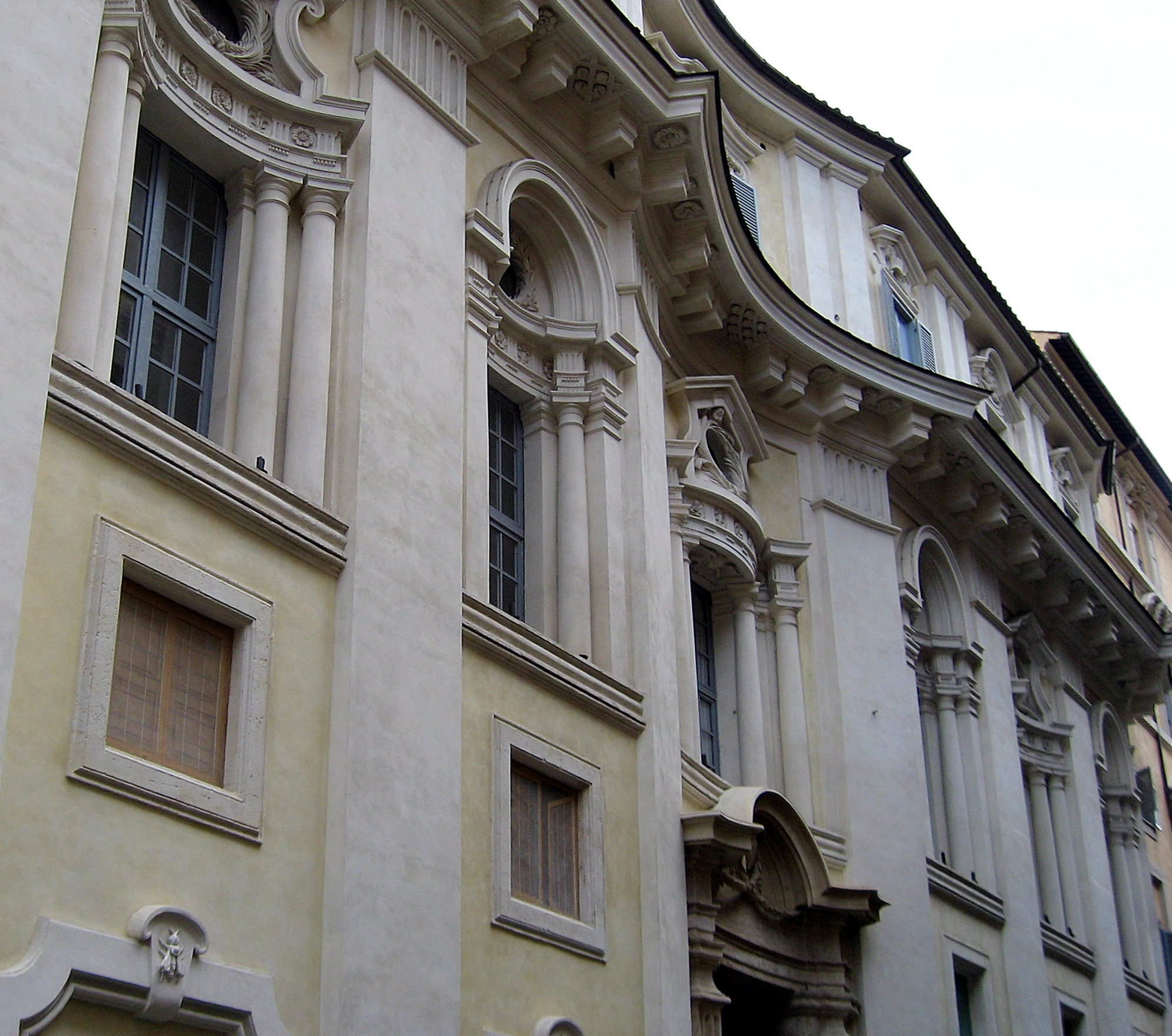
立面

传信部宫（義大利語：Palazzo di Propaganda Fide）是罗马的一座宫殿，自1626年以来的萬民福音部（原名传信部）所在地，由济安·贝尼尼和博罗米尼设计。自1929年起是一座享受治外法权的罗马教廷建筑。
这座建筑位于特萊維区，西班牙广场的南端，其南立面正对着圣安德肋栅栏堂，其钟楼和钟是博罗米尼的作品。主立面是贝尼尼的作品（1644），传信部街（via di Propaganda）立面则是博罗米尼的作品（1646），因为教宗英诺森十世更欣赏博罗米尼的风格。博罗米尼的立面，设计了壁柱和凹凸交替的窗户，它是意大利巴洛克建筑最著名的实例之一。工程完成于1667年。 
这座建筑内的三王小堂，是博罗米尼的作品。在外面，有一道脊隔开了一楼和贵族层。